# In voor- en tegenspoed (EO)
In voor- en tegenspoed is een televisieprogramma dat wordt uitgezonden door de EO op Nederland 2. Het programma wordt gepresenteerd door Carla van Weelie.
In het programma volgt een echtpaar dat uit elkaar gegroeid is verschillende sessies waarin hun huwelijksproblemen besproken worden. Daarbij wordt er gezocht naar een oplossing, in de hoop dat het echtpaar weer tot elkaar kan worden gebracht. Naar verluidt zou het idee voor het programma ontstaan zijn als tegenreactie op het programma Temptation Island van de commerciële zender Veronica, wat er juist op gericht was om relaties uit elkaar te drijven.
Het programma kent raakvlakken met een ander EO-programma, Marry me again, waarin echtparen elkaar opnieuw trouw beloven nadat ze door een moeilijke periode in hun huwelijk gegaan zijn.